# Schloss Leesdorf

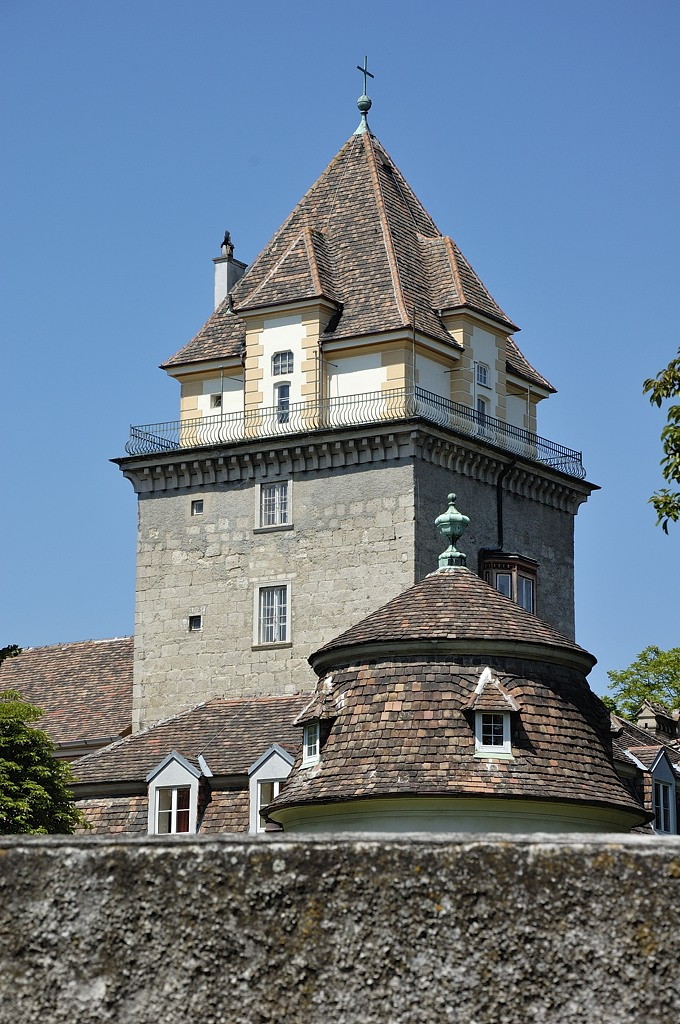
Hauptturm

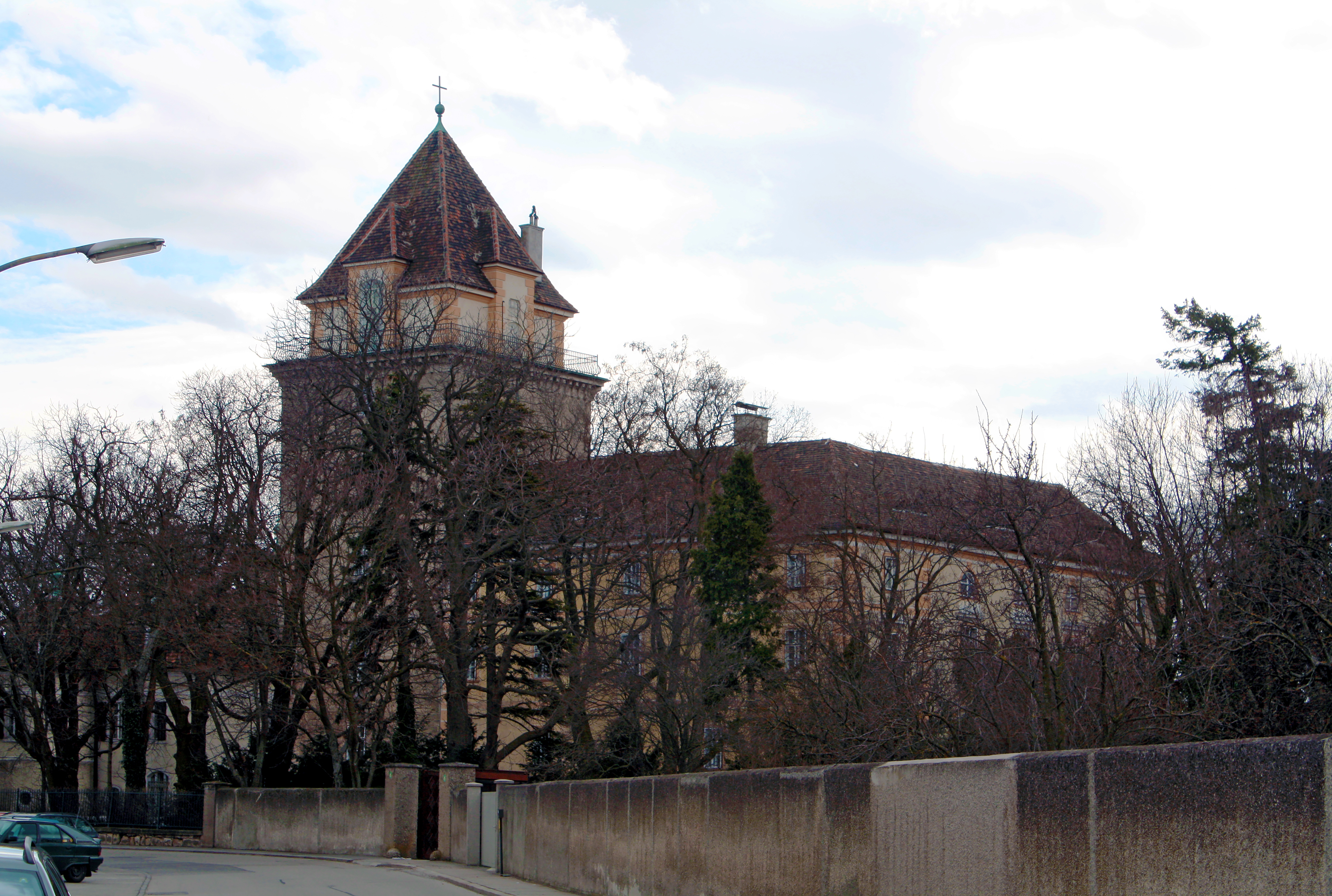
Schloss Leesdorf in Baden bei Wien

Das Schloss Leesdorf ist ein Schloss in Baden bei Wien und beherbergt heute die HTL-Malerschule. Es steht unter Denkmalschutz und der Schlosspark ist als Naturdenkmal geschützt.

## Lage und Bau
Das Schloss Leesdorf steht in dem ehemaligen Vorort Leesdorf, der 1850 in Baden eingemeindet wurde und das frühere Gut Leesdorf umfasste.
Es liegt zwischen Schwechat und dem Badener Mühlbach. Das Schloss ist von einer Mauer umgeben. Der Zugang führt durch ein schmiedeeisernes Tor über eine Steinbrücke zum zweigeschoßigen Turm. Durch Passieren des barocken Korbbogenportals kommt man in einen rechteckigen Innenhof.

## Schloss
Die frühere Wasserburg wurde mit Hugo von Leuisdorf im Jahr 1114 erstmals erwähnt. Er ist wahrscheinlich identisch mit dem ab 1136 unter dem Namen Hugo von Liechtenstein († 1156) auftretenden Edelfreien, der im Gefolge des Markgrafen Diepold III. von Vohburg nach Österreich gekommen war. Von diesem erhielt er die Herrschaft Petronell als Lehen, von den österreichischen Herzögen aus dem Haus der Babenberger (Leopold III., Leopold IV. und Heinrich II.) aber weitere Güter, darunter wohl als eines der ersten auch Leesdorf und die ebenfalls bei Baden gelegene Burg Weikersdorf. Um 1122–36 erbaute er die Burg Liechtenstein, die sich etwa 10 km nördlich bei Mödling befindet und nach der er sich dann benannte. Er gilt als der Stammvater des Hauses Liechtenstein.
Die Ministerialen Hugos, die sich ebenfalls „von Leesdorf“ nannten, werden letztmals 1378 genannt. Leesdorf ging aber bereits 1312 an Sigmund Kastner über, der es seinerseits wieder an seinen Cousin Erhart von Leutfaringer verkaufte. Auch die Wallseer scheinen eine Zeit als Besitzer auf, bevor das Eigentum an Stephan von Zelking überging. Nach ihm wurde Leesdorf landesfürstlich. Im Jahr 1617 wurde das Gut von Hans Friedrich von Kielmannsegg an das Stift Melk verkauft. Bei den folgenden Türkenkämpfen um 1683 wurde das Schloss stark beschädigt.
Unter dem Abt Berthold Dietmayr wurde der romanische Bau am Anfang des 18. Jahrhunderts in ein Barockschloss umgebaut. Nicht bewiesen sind Vermutungen, dass Jakob Prandtauer der Architekt gewesen sein soll. Während der achteckige Treppenturm neben der Kapelle und ein Verbindungsbau abgetragen wurde, wurde der Kapellentrakt ausgebaut und durch einen Querflügel mit dem Hauptbau verbunden. In diesem Verbindungstrakt befindet sich ein Festsaal mit einem Deckengemälde, das den Gott Chronos, der von den vier Jahreszeiten symbolisiert durch Puttengruppen umrahmt wird, darstellt. Auf sechs Leinwandbildern sind verschiedene Babenbergerherzöge dargestellt.

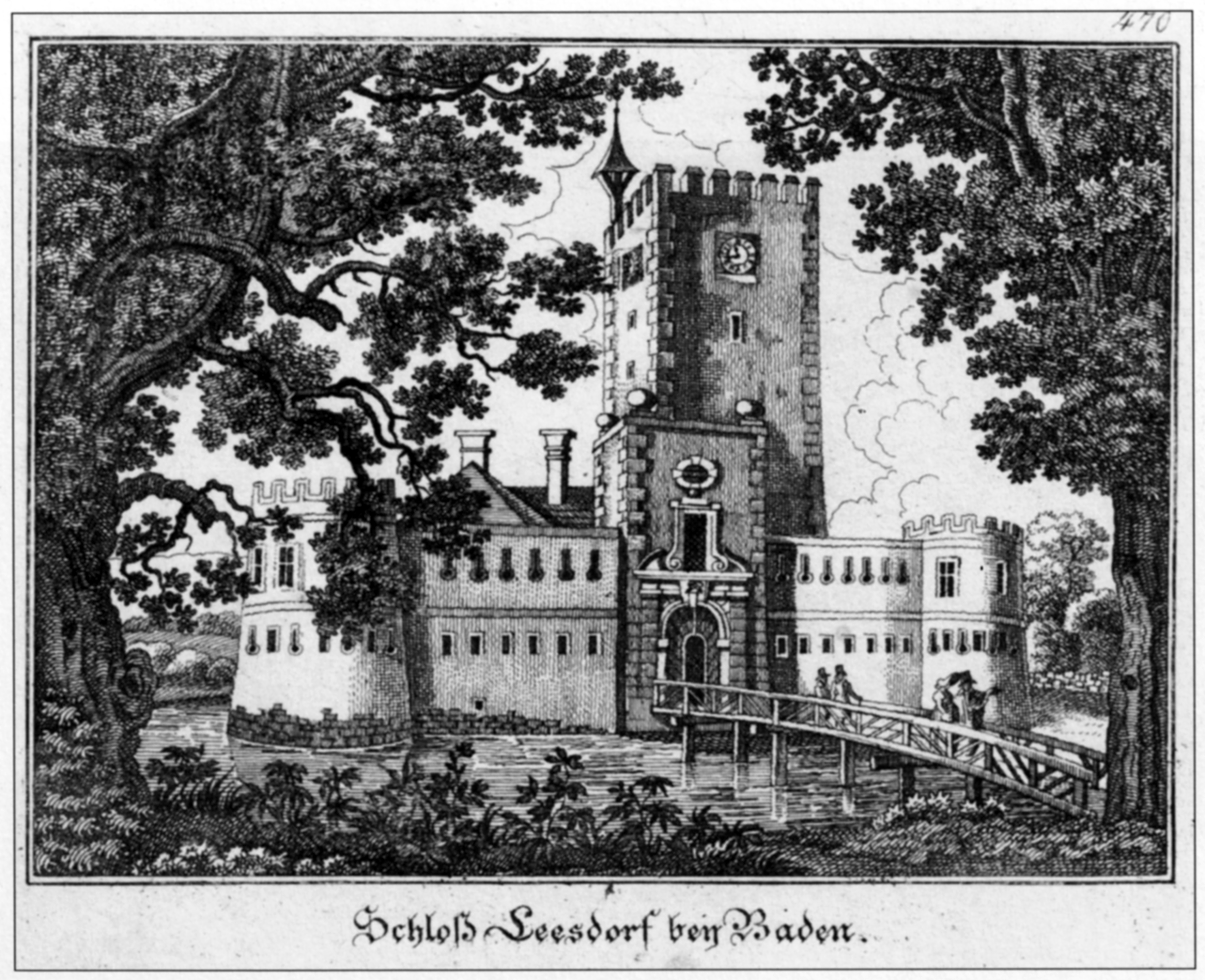
Schloss Leesdorf (vor 1853)

Dieses Aussehen hatte das Schloss auch noch, als das Stiftskapitel von Melk am 31. Jänner 1851 den Verkauf beschloss. – Der Wiener Hof- und Gerichtsadvokat Dr. Stanislaus Neumister erwarb mit seiner Frau Anna am 1. Mai 1852 das Schloss und 5 Joch Grund für 20000 fl, ließ den bereits versumpften Graben der früheren Wasserfeste zuschütten und teilweise mit Bäumen bepflanzen, die alte Holzbrücke durch eine steinerne ersetzen sowie drei der vier Ecktürme bis auf Höhe der Umfassungsmauer abtragen: Neumister gestaltete das Schloss mit einem hohen Kostenaufwand, man spricht von 40000–50000 fl, zu einem Nobelkurhotel mit Park um. Zu den vornehmsten hier logierenden Kurgästen gehörten Maria Pia von Savoyen, die Gemahlin König Ludwigs I. von Portugal (1869), die am 28. Juni 1869 von Kaiser Franz Joseph I. und Kaiserin Elisabeth besucht wurde, und Fürst Nikolaus I. von Montenegro (1870). 
Der wirtschaftliche Erfolg des Kurhotels scheint Neumisters Erwartungen nicht entsprochen zu haben. Er verkaufte es am 6. Mai 1870 um 140000 fl an den Wiener Viehhändler Andreas Pöhnl und dessen Ehefrau Eva, die es bereits nach 3 ½ Jahren mit hohem Gewinn – um 165000 fl – an Johann Theodor Egger weiterveräußerten. 
Der neue Besitzer war ein kunstsinniger Mann, Sammler vor allem von alten Waffen, Porzellan und Gemmen. Ab 1885 wurde das Schloss großzügig restauriert, die Fresken des Festsaales wiederhergestellt und unter dem Architekten Humbert Walcher Ritter von Moltheim dem damaligen Zeitgeschmack angepasst. Im Zuge dessen wurde der Holzaufbau des Bergfrieds entfernt und mit dem heute noch vorhandenen Abschluss ersetzt. Die letzten Umbauten erfolgten noch 1907 und 1908, bis auf den Osttrakt, in dem das Stiegenhaus erst nach 1920 eingebaut wurde.
Am 15. Juni 1889 verkaufte Egger das Schloss um 80000 fl an Karl und Agnes Bai (recte: Blei), die offenbar nur Vermittler waren und es an Oskar Hüffel, einen leitenden Beamten der Südbahngesellschaft, weiterveräußerten. Hüffel behielt Schloss Leesdorf zehn Jahre, am 20. Mai 1897 verkaufte er es an Dr. Robert Freiherrn von Bach, von dem es am 15. Oktober 1907 Heinrich und Paula Baltazzi erwarben. Bach wohnte dort mit seiner Familie, darunter auch mit seiner Tochter, der Komponistin und Malerin Maria Bach.
Heinrich Baltazzi („Henry“) führte 1907 die Restaurierung zu Ende, gestaltete jedoch mit seiner Ehefrau, Paula Freiin Scharschmid von Adlertreu, ab 1908 das Gebäude weiter wohnlich aus.
Baltazzi starb am 2. Februar 1929, und seine Witwe Paula verkaufte das Schloss am 2. Jänner 1934 an die Schwestern vom Dritten Orden des heiligen Franziskus, genannt von der göttlichen Liebe, die in Wien und Niederösterreich allgemein „Hartmann-Schwestern“ genannt wurden. Es erhielt den Namen Elisabeth-Heim und sollte vor allem zur Unterbringung von erholungsbedürftigen kranken und alten Ordensangehörigen dienen. 
1938 zwangen die Behörden des nationalsozialistischen Staates den Orden, das Schloss der Stadtgemeinde zu vermieten, am 12. September 1940 wurde es beschlagnahmt. Die Gemeinde bzw. die NSDAP verwendeten das Gebäude zur Unterbringung von Flüchtlingen aus der Tschechoslowakei, als Internat für schwer erziehbare Mädchen und für Schüler der Nationalpolitischen Erziehungsanstalt Traiskirchen, zur Einquartierung von Umsiedlern aus Bessarabien und ab April 1942 als Reservelazarett der Wehrmacht.
1945 wurde es geplündert und diente zur Einquartierung von Soldaten der Roten Armee. Am 20. Jänner 1948 wurde die Liegenschaft den Hartmann-Schwestern zurückgestellt, die sie an die Handwerksinnung der Maler verpachteten, die hier eine Meisterschule errichtete.

## HTL Baden – Meisterschule

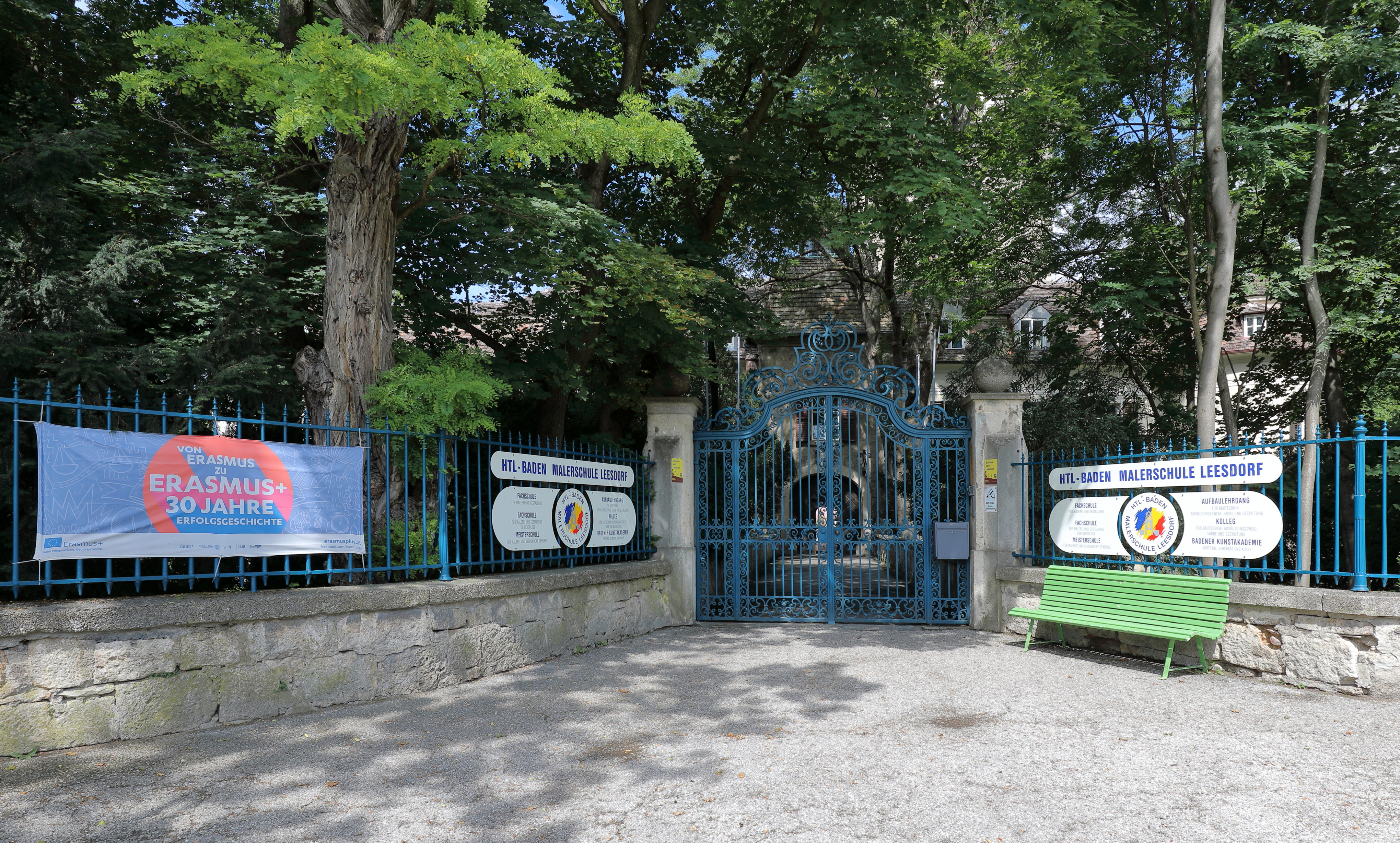
Schlossportal mit Infotafel der HTL Baden Meisterschule

Im Jahr 1948 wurde das Schloss vom Vorstand der Wiener Malerinnung gepachtet. Die Innung richtete hier eine Meisterschule für das Malerhandwerk ein. Im Jahr 1971 ging der Pachtvertrag an die Bundesinnung der Maler, Anstreicher und Lackierer über.
Heute wird die Schule als HTL mit Fachschule und Kolleg geführt.